# Scott Neal
Scott Neal (Londra, 10 giugno 1978) è un attore britannico.

## Biografia
Nel 1989 è entrato nell'Anna Scher Theatre School; ha debuttato nel 1991 nella serie televisiva The Listening su Channel Four. Successivamente ha partecipato anche a altre serie televisive: Bramwell (1995), Prime Suspect (1995)  e London's Burning (1995-2001), trasmesse da ITV 1, ed EastEnders (2015), trasmessa da BBC One.
Nel 1996 è apparso nel film Beautiful Thing, diretto da Hettie Macdonald, interpretando il ruolo di Ste Pearce, un adolescente maltrattato che si innamora dell'impopolare compagno di scuola, interpretato da Glen Berry, anche lui studente presso l'Anna Scher Theatre School. La sua interpretazione nel film è stata ampiamente apprezzata.
Dal 1997 al 1999 e di nuovo dal 2002 al 2003 ha interpretato il ruolo del poliziotto Luke Ashton nella serie televisiva Metropolitan Police (The Bill nella versione originale). Il suo personaggio si distingue, tra l'altro, per il primo bacio gay in uniforme trasmesso dalla televisione britannica nel 2002.
Nel 2002 ha partecipato inoltre al film The Wonderland Experience di Ben Hardyment. Nel 2006 e nel 2007 ha partecipato a due cortometraggi e nel 2011 al film We Need to Talk About Kevin, diretto da  Steve Murphy e Daniel Smith Rowsey. È inoltre apparso nelle soap opera Valle di luna (Emmerdale nella versione originale) e Hollyoaks.
In teatro ha partecipato a Yours Fondly, Zekk Baxter, Morning Glory e nel musical Last Song of the Nightingale

## Filmografia
- 2015 - EastEnders (4 episodi)
- 2012 - Crime Stories (un episodio)
- 2011 - We Need to Talk About Kevin
- 2010 - Hollyoaks (6 episodi)
- 2008-2012 - Valle di luna (Emmerdale) (3 episodi)
- 2006 - Tug of War (cortometraggio)
- 2002 - The Wonderland Experience
- 2001 - London's Burning (6 episodi)
- 1996-2003 - Metropolitan Police (The Bill) (123 episodi)
- 1996 - Beautiful Thing
- 1995 - The Smiths (film TV)
- 1995 - Bramwell (un episodio)
- 1995 - Prime Suspect: The Scent of Darkness (film TV)
- 1991 - The Listening (serie televisiva)